# Franz-Josef Bungarten
Franz-Josef Bungarten (* 4. Februar 1876 in Ammerich; † 7. September 1965 in Bad Neuenahr) war ein katholischer Pfarrer und saarländischer Politiker.

## Leben
Bungarten wurde im Westerwald geboren und wuchs in Prüm auf, wo er auch sein Abitur ablegte. Am 11. August 1900 wurde er zum Priester geweiht und zum Kaplan in Prüm ernannt. Zeitgleich war er als Abgeordneter der Zentrumspartei im Kreistag tätig. Am 17. April 1904 wurde er dann zum Kaplan in Bitburg ernannt, bis er am 31. Mai 1910 zum Pfarrer in Daleiden in der Eifel berufen wurde. Am 12. September 1913 trat er eine Stelle als Pfarrer im Saarbrücker Ortsteil Brebach an, am 16. November 1919 wechselte er zur Pfarrei St. Josef in Malstatt, wo er bis zum Jahr 1936 wirkte.
Im Jahr 1920 war Bungarten an der Gründung der Saarbrücker Landeszeitung beteiligt und bis zum 29. Januar 1935 Mitglied des Aufsichtsrates. Im Jahr 1923 wurde er zum Ersten Beigeordneten der Stadt Saarbrücken gewählt, die französische Regierungskommission des Saargebietes verwehrte allerdings die Anerkennung der Wahl. In diesem Zeitraum organisierte Bungarten auch eine Unterschriftenaktion gegen die Trennung der Saarpfarreien von den Bistümern Trier und Speyer. Ebenso bezog er Position gegen die Forcierung der konfessionslosen französischen Domanialschulen im Saargebiet. Sowohl der Trierer Bischof Franz Rudolf Bornewasser als auch der Speyerer Bischof Ludwig Sebastian, in deren Diözesen das Saargebiet lag, hatten mit ihren Hirtenbriefen vom 2. Februar 1923 zur Schulfrage deutlich Stellung für die Beibehaltung der deutschen konfessionellen Volksschule und gegen die französische Domanialschule bezogen, sich für die Zugehörigkeit des Saargebietes zu ihren Bistümer ausgesprochen und damit den deutschen Patriotismus gestärkt, was Bungarten ebenfalls befürwortete.
Anlässlich der Grundsteinlegung der St. Michaelskirche auf dem St. Johanner Rotenberg am 3. Juni 1923 war Bungarten Mitorganisator des ersten saarländischen Katholikentages, an dem der Speyerer Bischof Sebastian, der Trierer Bischof Bornewasser, dessen Weihbischof Antonius Mönch sowie ca. 70.000 Katholiken teilnahmen. Zwei Resolutionen des Katholikentags äußerten sich zur Schulfrage und zum Bekenntnis zu den deutschen Heimatdiözesen des Saargebietes, Speyer und Trier. In Reden wurde klar eine prodeutsche Position bezogen, die man religiös untermauerte. Daraufhin intensivierte Frankreich als Reaktion auf den Katholikentag seine Bemühungen, beim Heiligen Stuhl die Loslösung des Saargebiets von den deutschen Diözesen und die Errichtung einer Apostolischen Administratur zu erwirken. Diesem Ansinnen kam Papst Pius XI., der den saarländischen Katholikentag und dessen politische Intentionen befürwortete, nicht nach.
Im Jahr 1923 wurde eine Hausdurchsuchung durch die Regierungskommission gegen Bungarten durchgeführt, woraufhin die Zentrumspartei beim Völkerbund in Genf (Schweiz) intervenierte. Am 21. September 1926 wurde Bungarten vom Saarbrücker Stadtrat zum ehrenamtlichen Beigeordneten der Stadt Saarbrücken gewählt. Dieses Amt versah Bungarten bis zum 29. Januar 1935, als er nach der Saarabstimmung vom 13. Januar 1935 zurücktrat, um einer Entlassung durch die NS-Machthaber zuvorzukommen.
Während seiner Amtszeit in Malstatt erhielt die Josefskirche als Ersatz für die kriegsbeschlagnahmten Glocken in den Jahren 1925/1926 ein neues Geläut; in den Jahren 1923/1924 hatte er bereits eine neue große Orgel installieren lassen. Im Jahr 1924 veranlasste Bungarten den Umbau des Vereinsheimes der Gemeinde.
Dem im Jahr 1934 durch die NS-Regierung in Berlin geäußerten Ansinnen, den Chefredakteur der Saarländischen Landeszeitung, Johannes Hoffmann, aufgrund seiner NS-Gegnerschaft von seinem Posten zu entfernen, kam Bungarten als Aufsichtsratsvorsitzender nicht nach. Hintergrund war, dass Hoffmann ein politisch entlarvendes Interview des NSDAP-Landesleiters, Alois Spaniol, mit einem schwedischen Journalisten nachgedruckt hatte. Daraufhin war Spaniol im Februar 1934 von Josef Bürckel aus seinen Ämtern verdrängt worden. 
Im Vorfeld der Saarabstimmung am 13. Januar 1935 setzte sich Bungarten für einen Erhalt eines unabhängigen Saargebietes (Status quo) ein, konnte sich jedoch mit seinen Mitstreitern des Deutschen Volksbundes für christlich-soziale Gemeinschaft nicht durchsetzen und das Saargebiet wurde am 1. März 1935 an NS-Deutschland angeschlossen.
Bungarten, der mit etwa 17.000 Katholiken die größte Pfarrei des Bistums Trier leitete und letzter Vorsitzender der Zentrums-Partei an der Saar gewesen war, galt als typischer Vertreter des politischen Katholizismus, der nicht bereit war, sich in die propagierte „Volksgemeinschaft“ einzugliedern. In der Folgezeit litt Bungarten unter Repressionen des NS-Regimes, besonders nachdem er am 29. März 1936 demonstrativ der Volksabstimmung Hitlers über den Einmarsch ins Rheinland und der Bestätigung der neuen Reichstagskandidaten ferngeblieben war und NS-Wahlhelfern, die ihn am Wahltag im Pfarrhaus bedrängten, die Tür gewiesen hatte. Diese Abstimmung war für die Saarländer nach der Angliederung an NS-Deutschland am 1. März 1935 seit der Wahl zur Deutschen Nationalversammlung im Jahr 1919 die erste gesamtdeutsche Wahl. Die Liste der NSDAP hatte offiziell 98,8 % der Stimmen erreicht.
Bereits am 30. März kam es zum Aufmarsch von Mitgliedern der NSDAP vor dem Pfarrhaus und dem Grölen von Sprechchören gegen Bungarten. Als die im Pfarrhaus mit Bungarten zusammenlebenden fünf Kapläne mehrfach telefonisch die Polizei um Hilfe baten, rückte diese schließlich gegen Abend ein, schritt allerdings nicht ein. Am Folgetag, dem 31. März 1936, baten die Kapläne wiederum die Polizei um Hilfe, da NSDAP-Parteigenossen die Fensterscheiben des Pfarrhauses einwarfen. Kurze Zeit später wurde die Pfarrhaustür aufgerammt und das Malstatter Pfarrhaus unter Initiative des Malstatter Volksschulrektors und eines Beamten der Burbacher Hütte von einer Mannschaft des Nationalsozialistisches Kraftfahrkorps sowie weiterer NS-Parteimitglieder gestürmt. Darüber hinaus drangen auch Malstatter Jugendliche in das Pfarrhaus ein und skandierten Sprechchöre wie: „Bungarten komm heraus, wir ziehen dir die Kutte aus“, „Wer dem Führer die Treue bricht, der hält sie auch dem Herrgott nicht“ und „Bungarten, du bist Volksverräter und nicht Gottes Stellvertreter“. Während der Aktion forderten Zuschauer in aufgeheizter Stimmung die direkte Erschießung des Malstatter Pfarrers und die anschließende Sprengung der Malstatter Josefskirche. Die Polizei griff nicht ein und ließ die Randalierer gewähren. Bungarten wurde nach der Erstürmung des Pfarrhauses direkt in polizeiliche „Schutzhaft“ genommen und ins Gefängnis Lerchesflur verbracht. Am 6. Mai 1936 wurde Bungarten wiederum verhaftet und auf Befehl von Gauleiter Josef Bürckel aus dem jetzt Saarland genannten Gebiet ausgewiesen. Auf Bitte des Trierer Generalvikariates nahm Bürckel die Ausweisung zunächst zurück, doch wurde diese durch Reichskirchenminister Hanns Kerrl dennoch vollstreckt. Bungarten fand danach vorübergehende Aufnahme bei Oblatenmönchen auf dem Rochusberg über Bingen am Rhein. Auf Druck des Generalvikariates verzichtete Bungarten auf die Pfarrei St. Josef in Malstatt und wurde im Oktober 1936 kurz darauf zum Pfarrer in Bad Neuenahr ernannt.
Am 30. November 1937 kam es auch hier zu einer Durchsuchung des Pfarrhauses wegen Bungartens Einsatz für die Bekenntnisschule. Im Juni 1940 wurde Bungarten erneut von der Gestapo verhaftet, acht Wochen eingekerkert und anschließend aus dem Rheinland ausgewiesen, weil er sich geweigert hatte, nach dem Einmarsch der Wehrmacht in Paris die Glocken feierlich läuten zu lassen. Am 1. November 1940 versetzte man ihn in den Ruhestand. Von 1940 bis 1946 lebte er in einem Blinden-Sanatorium in Bingen am Rhein.
Nach dem Krieg kehrte Bungarten im Jahr 1946 zurück ins Saarland und gründete mit anderen gemeinsam die Christliche Volkspartei des Saarlandes (CVP). Anfang des Jahres 1947 trat er allerdings aus der CVP aus und entwarf eine Denkschrift gegen die Trennung der saarländischen Pfarreien von den Bistümern Trier und Speyer. Am 11. Januar 1948 wurde er durch die französische Besatzungsmacht aus dem Saarland ausgewiesen, weil er sich gegen eine direkte Einflussnahme der französischen Militärbehörden gewandt hatte. Im Jahr 1952 war er Mitbegründer des Deutschen Saarbundes.

## Ehrungen
- 1952: Ehrenvorsitzender des Deutschen Saarbundes
- 1955: Verleihung des Großen Bundesverdienstkreuzes
- 1955: Ehrenvorsitzender der CDU Saar
- 1961: Verleihung der Ehrenbürgerschaft von Saarbrücken
- 1965:  Ernennung zum Ehrendomherr in Trier
- 1965: Benennung der Pfarrer-Bungarten-Straße im Saarbrücker Stadtteil Malstatt

## Schriften
- Franz-Josef Bungarten: Ich darf nicht schweigen: Meine Ausweisung aus dem Saargebiet. Comel, Köln 1951.